# Обербеза
Обербеза (њем. Oberbösa) општина је у њемачкој савезној држави Тирингија. Једно је од 50 општинских средишта округа Кифхојзер. Према процјени из 2010. у општини је живјело 408 становника. Посједује регионалну шифру (AGS) 16065051.

## Географски и демографски подаци
Обербеза се налази у савезној држави Тирингија у округу Кифхојзер. Општина се налази на надморској висини од 240 метара. Површина општине износи 12,0 km². У самом мјесту је, према процјени из 2010. године, живјело 408 становника. Просјечна густина становништва износи 34 становника/km².